# Elisávet Mystakídou
Elisávet « Élli » Mystakídou (en grec moderne : Ελισάβετ «Éλλη» Μυστακίδου), née le 14 août 1977 à Giannitsá, est une taekwondoïste grecque. Elle a obtenu la médaille d'argent lors des Jeux olympiques d'été de 2004 dans la catégorie des moins de 67 kg, s'inclinant en finale contre Luo Wei. 
Elle a remporté également trois médailles de bronze aux Championnats du monde, en 1993, 2001 et 2003.